# Lightsum
Lightsum (koreanisch 라잇썸; stilisiert LIGHTSUM) ist eine südkoreanische Girlgroup der vierten K-Pop-Generation, die 2021 vom Label Cube Entertainment gegründet wurde.

## Geschichte
Mehrere Mitglieder der Band hatten zwischen 2017 und 2020 an verschiedenen Idol-Castingshows teilgenommen, jedoch keine Platzierungen in den Top-10 erreicht. Am 15. April 2021 kündigte Cube Entertainment das Debüt einer neuen Girlgroup an. Am 10. Juni 2021 veröffentlichten Lightsum ihre Debütsingle Vanilla und traten in der Sendung M Countdown erstmals öffentlich auf. Die Single erreichte in der 24. Kalenderwoche den 12. Rang der koreanischen Gaon Chart.

## Mitglieder
| Name                 | Geburtsname         | Geburtstag (Alter)      | Geburtsort | Position                         |
| -------------------- | ------------------- | ----------------------- | ---------- | -------------------------------- |
| Sangah 상아          | Yoon Sang-ah 윤상아 | 4. September 2002 (22)  | Incheon    | Team leader Lead Dance, Main Rap |
| Chowon 초원          | Han Cho-won 한초원  | 16. September 2002 (22) | Seoul      | Main Vocal                       |
| Nayoung 나영         | Kim Na-young 김나영 | 30. November 2002 (22)  | Chuncheon  | Main Vocal, Lead Dance           |
| Hina 히나            | Nagai Hina 長井陽菜 | 7. April 2003 (21)      | Kanagawa   | Sub Vocal                        |
| Juhyeon 주현         | Lee Ju-hyeon 이주현 | 8. April 2004 (20)      | Seoul      | Lead Vocal, Main Dance           |
| Yujeong 유정         | Lee Yu-jeong 이유정 | 14. Juni 2004 (20)      | Seoul      | Sub Vocal                        |
| Ehemalige Mitglieder |                     |                         |            |                                  |
| Huiyeon 휘연         | Oh Hui-yeon 오휘연  | 1. August 2005 (19)     | Seoul      | Sub Vocal                        |
| Jian 지안            | Kim Ji-an 김지안    | 4. November 2006 (18)   | Seoul      | Sub Vocal, Rap                   |

## Diskografie

### EPs
| Jahr | Titel Musiklabel                  | Höchstplatzierung, Gesamtwochen, AuszeichnungChartsChartplatzierungen (Jahr, Titel, Musiklabel, Platzierungen, Wochen, Auszeichnungen, Anmerkungen) | Anmerkungen                            |
| Jahr | Titel Musiklabel                  | KR | Anmerkungen                            |
| ---- | --------------------------------- | --- | -------------------------------------- |
| 2022 | Into the Light Cube Entertainment | KR13 (6 Wo.)KR | Erstveröffentlichung: 24. Mai 2022     |
| 2023 | Honey or Spice Cube Entertainment | KR14 (3 Wo.)KR | Erstveröffentlichung: 11. Oktober 2023 |

### Single-Alben
| Jahr | Titel Musiklabel                                      | Höchstplatzierung, Gesamtwochen, AuszeichnungChartsChartplatzierungen (Jahr, Titel, Musiklabel, Platzierungen, Wochen, Auszeichnungen, Anmerkungen) | Anmerkungen                            |
| Jahr | Titel Musiklabel                                      | KR | Anmerkungen                            |
| ---- | ----------------------------------------------------- | --- | -------------------------------------- |
| 2021 | Vanilla Cube Entertainment (Kakao Entertainment)      | KR12 (8 Wo.)KR | Erstveröffentlichung: 10. Juni 2021    |
| 2021 | Light a Wish Cube Entertainment (Kakao Entertainment) | KR7 (7 Wo.)KR | Erstveröffentlichung: 13. Oktober 2021 |

### Singles
- 2021: Vanilla
- 2021: Vivace
- 2022: Alive
- 2023: Honey or Spice
- 2024: Pose!

## Auszeichnungen
2022
- Korea First Brand Awards – Best Rookie Female Idol[9]